# Pirunkieli
Pirunkieli (en Español: La Lengua del demonio) se titula el primer sencillo del álbum Rabies de la banda de Industrial Metal Ruoska.
El sencillo se lanzó a través de Myspace el 5 de diciembre de 2007.

## Lista de canciones
1. Pirunkieli